# Proctonemesia secunda
Proctonemesia secunda är en spindelart som först beskrevs av Soares, Camargo 1948.  Proctonemesia secunda ingår i släktet Proctonemesia och familjen hoppspindlar. Inga underarter finns listade i Catalogue of Life.